# Atletica leggera ai Giochi della XXVI Olimpiade - Maratona maschile

Video della gara

La maratona ha fatto parte del programma di atletica leggera maschile ai Giochi della XXVII Olimpiade. La competizione si è svolta il 4 agosto 1996 nella città di Atlanta, con arrivo nello Stadio olimpico.

## Presenze ed assenze dei campioni in carica
| Competizione      | Atleta           | Prestazione | Atlanta 1996 |
| ----------------- | ---------------- | ----------- | ------------ |
| Olimpiadi 1992    | Hwang Young-Cho  | 2h30'10”    | Assente      |
| Commonwealth 1994 | Steve Moneghetti | 2h11'49”    | Presente     |
| Europei 1994      | Martín Fiz       | 2h10'31”    | Presente     |
| Asiatici 1994     | Hwang Young-Cho  | 2h11'13”    | Assente      |
| Panamericani 1995 | Benjamín Paredes | 2h14'44”    | Presente     |
| Mondiali 1995     | Martín Fiz       | 2h11'41”    | Presente     |

## Finale
La gara si svolge in condizioni atmosferiche difficili, a causa del 92% di umidità. Il ritmo iniziale di gara non può che essere controllato. Poco dopo il 30º km si ha il primo strappo, ad opera di Josia Thugwane.  Il sudafricano viene raggiunto dal coreano Lee Bong-Ju, mentre Erick Wainaina e Martín Fiz rimangono distanziati di una cinquantina di metri.
Successivamente anche Waianina riesce a raggiungere la testa della corsa. I tre proseguono indisturbati fino alla fine della gara, giocando a scattare ed a controscattare tra di loro. Il gioco del gatto col topo prosegue fino al traguardo; ne esce il finale più serrato di sempre per una maratona olimpica: i tre medagliati giungono separati da solo 8 secondi! Danilo Goffi, nono, è il migliore degli italiani. Josia Thugwane è il primo nero sudafricano a vincere l'oro alle Olimpiadi.

## Odine d'arrivo
| Posizione | Atleta                  | Paese                     | Tempo   |
| --------- | ----------------------- | ------------------------- | ------- |
| Oro       | Josia Thugwane          | Sudafrica                 | 2h12:36 |
| Argento   | Lee Bong-Ju             | Corea del Sud             | 2h12:39 |
| Bronzo    | Erick Wainaina          | Kenya                     | 2h12:44 |
| 4         | Martín Fiz              | Spagna                    | 2h13:20 |
| 5         | Richard Nerurkar        | Gran Bretagna             | 2h13:39 |
| 6         | Germán Silva            | Messico                   | 2h14:29 |
| 7         | Steve Moneghetti        | Australia                 | 2h14:35 |
| 8         | Benjamin Paredes        | Messico                   | 2h14:55 |
| 9         | Danilo Goffi            | Italia                    | 2h15:08 |
| 10        | Luiz Antonio dos Santos | Brasile                   | 2h15:55 |
| 11        | Carlos Grisales         | Colombia                  | 2h15:56 |
| 12        | Kim Yi-Yong             | Corea del Sud             | 2h16:17 |
| 13        | Tendai Chimusasa        | Zimbabwe                  | 2h16:31 |
| 14        | António Pinto           | Portogallo                | 2h16:41 |
| 15        | Dionicio Cerón          | Messico                   | 2h16:48 |
| 16        | Mwenze Kalombo          | Zaire                     | 2h17:01 |
| 17        | Leszek Bebło            | Polonia                   | 2h17:04 |
| 18        | Alberto Juztado         | Spagna                    | 2h17:24 |
| 19        | Hiromi Taniguchi        | Giappone                  | 2h17:26 |
| 20        | Salvatore Bettiol       | Italia                    | 2h17:27 |
| 21        | Peter Fonseca           | Canada                    | 2h17:28 |
| 22        | Rolando Vera            | Ecuador                   | 2h17:40 |
| 23        | Roderic De Highden      | Australia                 | 2h17:42 |
| 24        | José Luis Molina        | Costa Rica                | 2h17:49 |
| 25        | Domingos Castro         | Portogallo                | 2h18:03 |
| 26        | Tahar Mansouri          | Tunisia                   | 2h18:06 |
| 27        | Lawrence Peu            | Sudafrica                 | 2h18:09 |
| 28        | Keith Brantly           | Stati Uniti               | 2h18:17 |
| 29        | Thabiso Relekhetla      | Lesotho                   | 2h18:26 |
| 30        | Hristo Stefanov         | Bulgaria                  | 2h18:29 |
| 31        | Bob Kempainen           | Stati Uniti               | 2h18:38 |
| 32        | Harri Hanninen          | Finlandia                 | 2h18:41 |
| 33        | Gert Thys               | Sudafrica                 | 2h18:55 |
| 34        | Sean Quilty             | Australia                 | 2h19:35 |
| 35        | Carey Nelson            | Canada                    | 2h19:39 |
| 36        | Spyridon Andriopoulos   | Grecia                    | 2h19:41 |
| 37        | Oleg Strizhakov         | Russia                    | 2h19:51 |
| 38        | Kim Jung-Won            | Corea del Nord            | 2h19:54 |
| 39        | Bruce Deacon            | Canada                    | 2h19:56 |
| 40        | Kim Jung-Soo            | Corea del Nord            | 2h20:19 |
| 41        | Mark Coogan             | Stati Uniti               | 2h20:27 |
| 42        | Ahmed Salah             | Gibuti                    | 2h20:33 |
| 43        | Peter Sarafinyuk        | Ucraina                   | 2h20:37 |
| 44        | Abdelkader El Mouaziz   | Marocco                   | 2h20:39 |
| 45        | Bert van Vlaanderen     | Paesi Bassi               | 2h20:48 |
| 46        | Manuel Matias           | Portogallo                | 2h20:58 |
| 47        | Vanderlei de Lima       | Brasile                   | 2h21:01 |
| 48        | Konrad Dobler           | Germania                  | 2h21:12 |
| 49        | Borislav Dević          | Jugoslavia                | 2h21:22 |
| 50        | Davide Milesi           | Italia                    | 2h21:45 |
| 51        | Aleksandrs Prokopčuks   | Lettonia                  | 2h21:50 |
| 52        | Lameck Aguta            | Kenya                     | 2h22:04 |
| 53        | Diego García            | Spagna                    | 2h22:11 |
| 54        | Masaki Oya              | Giappone                  | 2h22:13 |
| 55        | Peter Whitehead         | Gran Bretagna             | 2h22:37 |
| 56        | Ezequiel Bitok          | Kenya                     | 2h23:03 |
| 57        | Hsu Gi-Sheng            | Taipei cinese             | 2h23:04 |
| 58        | Pavel Loskutov          | Estonia                   | 2h23:14 |
| 59        | Ruben Maza              | Venezuela                 | 2h23:24 |
| 60        | Steve Brace             | Gran Bretagna             | 2h23:28 |
| 61        | Grzegorz Gajdus         | Polonia                   | 2h23:41 |
| 62        | Isaac Simelane          | eSwatini                  | 2h23:43 |
| 63        | Nazerdin Akylbekov      | Kirghizistan              | 2h23:59 |
| 64        | Anders Szalkai          | Svezia                    | 2h24:27 |
| 65        | John Mwathiwa           | Malawi                    | 2h24:45 |
| 66        | Leonid Shvetsov         | Russia                    | 2h24:49 |
| 67        | Eddy Hellebuyck         | Belgio                    | 2h25:04 |
| 68        | Ahmed Adam Salah        | Sudan                     | 2h25:12 |
| 69        | Ikaji Salum             | Tanzania                  | 2h25:29 |
| 70        | Pavelas Fedorenka       | Lituania                  | 2h25:41 |
| 71        | Miguel Mallqui          | Perù                      | 2h25:56 |
| 72        | Ethel Hudson            | Indonesia                 | 2h26:02 |
| 73        | Diamantino dos Santos   | Brasile                   | 2h26:53 |
| 74        | Tika Bahadur Bogate     | Nepal                     | 2h27:04 |
| 75        | Ronnie Holassie         | Trinidad e Tobago         | 2h27:20 |
| 76        | Joseph Tjitunga         | Namibia                   | 2h27:52 |
| 77        | Valeriu Vlas            | Moldavia                  | 2h28:36 |
| 78        | Tonado Daniel Sibandze  | eSwatini                  | 2h28:49 |
| 79        | Waldemar Cotelo         | Uruguay                   | 2h28:50 |
| 80        | Petko Stefanov          | Bulgaria                  | 2h29:06 |
| 81        | Abebe Mekonnen          | Etiopia                   | 2h29:45 |
| 82        | Luis Martínez           | Guatemala                 | 2h29:55 |
| 83        | Sean Wade               | Nuova Zelanda             | 2h30:35 |
| 84        | Abderrahim ben Redouane | Marocco                   | 2h30:49 |
| 85        | Abdou Monzo             | Niger                     | 2h30:57 |
| 86        | Marcelo Barrientos      | Cile                      | 2h31:05 |
| 87        | Antoni Bernardo         | Andorra                   | 2h31:28 |
| 88        | Adel Adili              | Libia                     | 2h32:12 |
| 89        | Carlos Tarazona         | Venezuela                 | 2h32:35 |
| 90        | Tharcisse Gashaka       | Burundi                   | 2h32:55 |
| 91        | Policarpio Calizaya     | Bolivia                   | 2h33:08 |
| 92        | Simon Qamunga           | Tanzania                  | 2h33:11 |
| 93        | Kenjiro Jitsui          | Giappone                  | 2h33:27 |
| 94        | António Zeferino        | Capo Verde                | 2h34:13 |
| 95        | Pamenos Ballantyne      | Saint Vincent e Grenadine | 2h34:16 |
| 96        | Kaleka Mutoke           | Zaire                     | 2h34:40 |
| 97        | Ernest Ndissipou        | Rep. Centrafricana        | 2h35:55 |
| 98        | Ali El Tounsi           | Marocco                   | 2h36:01 |
| 99        | William Aguirre         | Nicaragua                 | 2h37:02 |
| 100       | Roy Vence               | Filippine                 | 2h37:10 |
| 101       | Mohamed Al-Saadi        | Yemen                     | 2h40:41 |
| 102       | Julio Hernández         | Colombia                  | 2h41:56 |
| 103       | Ajay Chuttoo            | Mauritius                 | 2h42:07 |
| 104       | Nils Antonio            | Giamaica                  | 2h44:10 |
| 105       | Rithya To               | Cambogia                  | 2h47:10 |
| 106       | Maximo Oliveras         | Porto Rico                | 2h47:15 |
| 107       | Islam Djugum            | Bosnia ed Erzegovina      | 2h47:38 |
| 108       | Marlon Selwyn Williams  | Isole Vergini Americane   | 2h48:26 |
| 109       | Eugene Muslar           | Belize                    | 2h51:41 |
| 110       | Abdi Isak               | Somalia                   | 2h59:55 |
| 111       | Abdel Baser Wasiqi      | Afghanistan               | 4h24:17 |
|           | Belayneh Densamo        | Etiopia                   | Rit.    |
|           | Stephan Freigang        | Germania                  | Rit.    |
|           | Patrick Ishyaka         | Ruanda                    | Rit.    |
|           | Benjamin Keleketu       | Botswana                  | Rit.    |
|           | Kim Wan-Ki              | Corea del Sud             | Rit.    |
|           | Ceslovas Kundrotas      | Lituania                  | Rit.    |
|           | Omar Moussa             | Gibuti                    | Rit.    |
|           | Victor Razafindrakoto   | Madagascar                | Rit.    |
|           | Antonio Silio           | Argentina                 | Rit.    |
|           | Julius Sumawe           | Tanzania                  | Rit.    |
|           | Tumo Turbo              | Etiopia                   | Rit.    |
|           | Risto Ulmala            | Finlandia                 | Rit.    |
|           | Dainius Virbickas       | Lituania                  | Rit.    |